# Rogério Rosso
Rogério Schumann Rosso, né le 30 août 1968, est un homme politique brésilien.